# فرودگاه شهر برنس
فرودگاه شهر برنس (به انگلیسی: Burns Municipal Airport) یک فرودگاه همگانی با کد یاتا BNO است که یک باند فرود آسفالت دارد و طول باند آن ۱۵۵۴ متر است. این فرودگاه در شهر برنز، اورگن کشور ایالات متحده آمریکا قرار دارد .